# 奥古斯特·卡尔·冯·格本

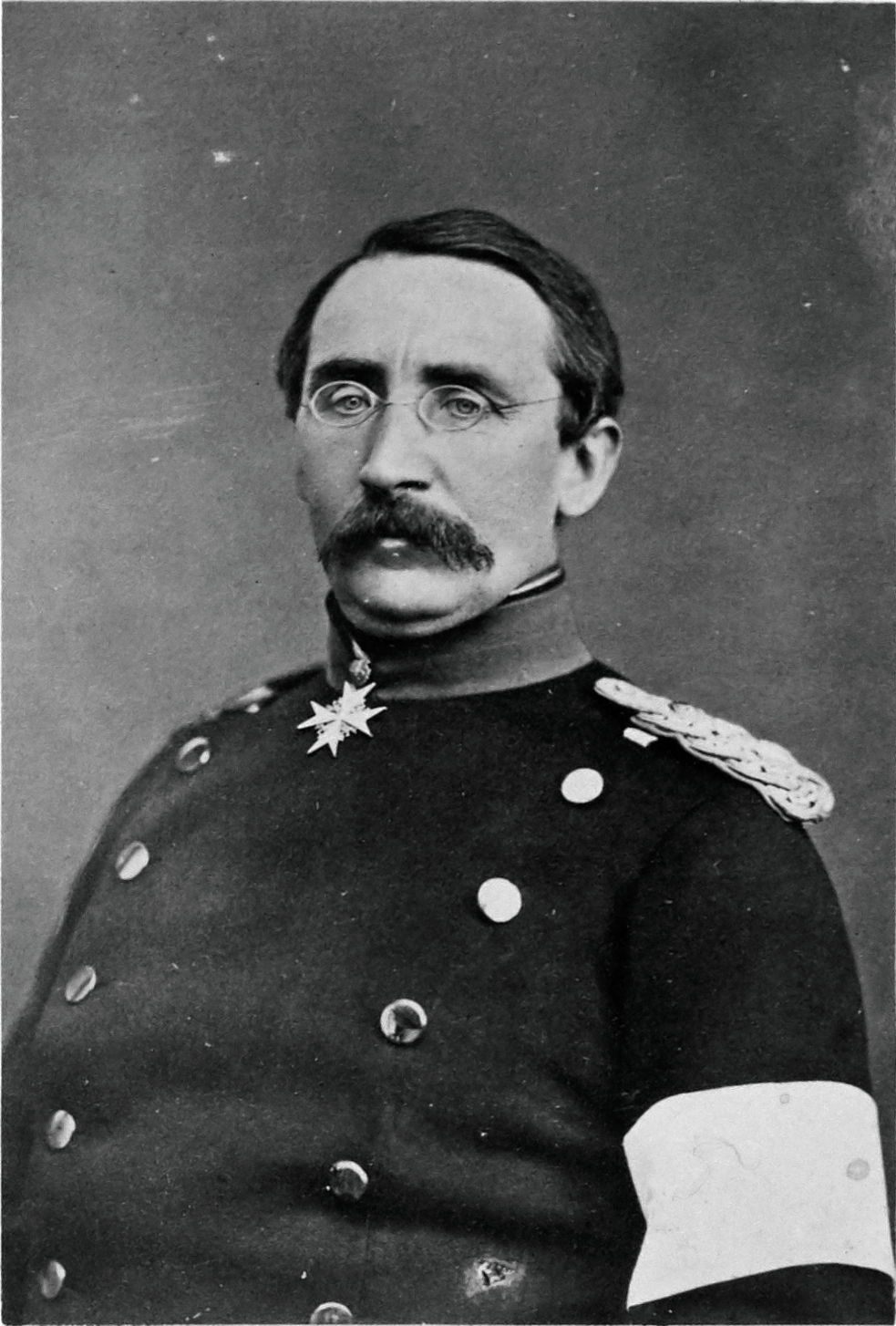
奥古斯特·卡爾·馮·格本

奧古斯特·卡爾·弗里德里希·克里斯蒂安·馮·格本（德語：August Karl Friedrich Christian von Goeben，1816年12月10日-1880年11月13日），是一名普魯士步兵上將，因在1870-71年的普法戰爭中服役而獲得鐵十字勳章。

## 生平
在普魯士的第一次大戰中，即1864年的第一次石勒苏益格戰爭中，他在拉克比爾和桑德堡的旅長中脫穎而出。在1866年的普奧戰爭中，馮·格本中將指揮第13師，他的旧旅就隸屬於該師，在這個更高的領域，他再次展現了天生的領導者和嫻熟的戰術家的品質。他幾乎獨立指揮，在德姆巴赫（在瓦尔特堡县）、勞法赫（在阿沙芬堡）、基辛根、阿沙芬堡、格希斯海姆、陶伯比紹夫斯海姆和維爾茨堡的行動中取得了顯著成功。
1870年普法戰爭開始時的動員使他成為第8（萊茵省）軍的負責人，成為馮·斯坦梅茨領導下的第1集团军的一部分。8月6日，正是他堅定而充滿活力的領導促成了8月6日在斯皮什倫的勝利，而馮·格本在8月18日的格拉維洛特贏得了普魯士右翼唯一的胜利。在曼托菲爾的領導下，第8軍參與了關於亞眠和巴波姆的行動，1871年1月8日，格本接替這位將軍指揮第1集团军。
兩週後，他在圣康坦战役（1871年1月19日）中取得決定性勝利，為法國北部的戰役畫上了圓滿的句號。普法戰爭的結束使格本成為勝利軍隊中最傑出的人物之一。他是第28步兵團的上校，並被授予大十字勳章。他在科布倫茨管轄第8軍，直到1880年去世。为了纪念他的卓越战功，1908年德國造艦計劃中的G號重巡洋艦（戰列巡洋艦）毛奇级大巡洋艦最终建成两艘，一艘以前参谋总长毛奇命名，另一艘即以格本命名，详见格本號大巡洋艦。